# Limnophora olympiae
Limnophora olympiae este o specie de muște din genul Limnophora, familia Muscidae, descrisă de Lyneborg în anul 1965. Conform Catalogue of Life specia Limnophora olympiae nu are subspecii cunoscute.